# پیمان دریایی لندن
پیمان دریایی لندن (انگلیسی: London Naval Treaty) توافق‌نامه ای بین انگلستان، ژاپن، فرانسه، ایتالیا و ایالات متحده بود که در ۲۲ آوریل ۱۹۳۰ امضا شد. در تلاش برای رفع یک راه گریز در پیمان نیروی دریایی واشینگتن در سال ۱۹۲۲، که محدودیت‌های بارگیری/گنجایش کشتی برحسب تن را ایجاد کرده بود برای کشتی‌های جنگی سطحی هر کشور، توافق‌نامه جدید جنگ زیر دریایی و ساخت محدود کشتی‌های دریایی را تنظیم می‌کرد.
مصوبات در ۲۷ اکتبر ۱۹۳۰ در لندن رد و بدل شد و این پیمان در همان روز به اجرا درآمد، اما تا حد زیادی بی‌نتیجه بود.